# Pałacyk gościnny Branickich w Białymstoku
Pałacyk gościnny Branickich – pałac w Białymstoku zbudowany w połowie XVIII wieku (ok. roku 1771) w stylu barokowym, prawdopodobnie według projektu Jana Zygmunta Deybela. Znajduje się przy ul. Kilińskiego 6.

## Historia
Śmierć Branickiego przerwała budowę na kilka lat, prace przy urządzaniu wnętrz zostały podjęte w roku 1776 i zakończone w roku następnym. Ich wykonawcą był ówczesny nadworny architekt Izabeli – Jan Sękowski, który tu mieszkał. W roku 1796 budynek został wydzierżawiony Kamerze, mieściła się w nim siedziba prezydenta Kamery. Po śmierci Izabeli, wraz z całym zespołem pałacowo-ogrodowym znalazł się w posiadaniu cara Aleksandra I, w 1837 roku przekazany Instytutowi.
Został spalony w 1944 r., odbudowany w 1950 na siedzibę Muzeum Ruchu Rewolucyjnego. Obecnie mieści się tam Urząd stanu cywilnego. Nazywany również: Pałacykiem, domem Koniuszego.